# The Time (Dirty Bit)
The Time (Dirty Bit) è un singolo del gruppo musicale statunitense The Black Eyed Peas, pubblicato il 5 novembre 2010 come primo estratto dal sesto album in studio The Beginning.

## Descrizione
Il pezzo è una rilettura in chiave techno del brano (I've Had) The Time of My Life di Bill Medley e Jennifer Warnes, scelta come colonna sonora del film del 1987 Dirty Dancing - Balli proibiti. Fergie ha dichiarato in un'intervista che l'idea per l'utilizzo della colonna sonora nel loro brano è venuta in seguito alla partecipazione dell'attrice Jennifer Grey alla trasmissione Dancing with the Stars, versione statunitense di Ballando con le stelle.
Sul brano Fergie ha dichiarato: «È una celebrazione di questo momento incredibile nella nostra vita: siamo stati in tour in tutto il mondo, è incredibile vedere gli stadi pieni di persone che sono venute appositamente per noi. Questi sono i momenti che dobbiamo ricordare». «Non sai mai cosa può accadere, quindi devi dare il meglio ogni giorno», prosegue will.i.am «Volevamo catturare quella sensazione per poterla trasmettere ai nostri fan attraverso una canzone, perché, senza di loro, non sarebbe successo nulla».

## Video musicale
Come dichiarato da will.i.am in un'intervista, il video è stato girato a Los Angeles prima della fine del loro tour in Sud America ed è stato diretto da Rich Lee, che aveva già lavorato con i Black Eyed Peas in Rock That Body e Imma Be. La première del video è avvenuta il 23 novembre 2010 contemporaneamente sul canale VEVO di YouTube e su Dipdive.
Nel video, girato a Los Angeles, il gruppo si ritrova in una discoteca piena di persone in cui, al ritmo di musica, si trasformano piano piano in personaggi pixel. Nel video compare anche il nuovo BlackBerry PlayBook, non ancora lanciato sul mercato internazionale, che mostra delle scene con i cartoni animati dei quattro componenti del gruppo, quelli rappresentati anche sulla copertina dell'album.
È uno dei video che ha ottenuto la certificazione Vevo.

## Tracce
Download digitale
1. The Time (Dirty Bit) – 5:08

CD singolo (Germania)
1. The Time (Dirty Bit) – 5:08
2. The Time (Dirty Bit) (Radio Edit) – 4:15

## Successo commerciale
Il singolo, subito dopo la sua pubblicazione, è entrato direttamente alla posizione numero 3 nella classifica digitale americana, vendendo circa 170.000 copie in una settimana, e alla posizione numero 12 nella Hot 100. In Canada il brano debutta alla posizione numero 87 e dopo due settimane, raggiunge immediatamente la vetta della classifica, saltando dalla posizione numero 61 e vendendo circa 31.000 copie: è la loro settima numero 1 in Canada.
Nel 2011 il singolo ha venduto 7,3 milioni di copie in tutto il mondo, divenendo l'ottavo più venduto di quell'anno.

## Classifiche

### Classifiche settimanali
| Classifica (2010)              | Posizione massima |
| ------------------------------ | ----------------- |
| Australia                      | 1                 |
| Austria                        | 1                 |
| Belgio (Fiandre)               | 1                 |
| Belgio (Vallonia)              | 1                 |
| Canada                         | 1                 |
| Danimarca                      | 5                 |
| Europa                         | 4                 |
| Finlandia                      | 2                 |
| Francia                        | 2                 |
| Germania                       | 1                 |
| Irlanda                        | 2                 |
| Italia                         | 1                 |
| Lussemburgo                    | 1                 |
| Norvegia                       | 7                 |
| Nuova Zelanda                  | 1                 |
| Paesi Bassi                    | 2                 |
| Regno Unito                    | 1                 |
| Repubblica Ceca                | 1                 |
| Slovacchia                     | 1                 |
| Spagna                         | 1                 |
| Stati Uniti                    | 4                 |
| Stati Uniti (dance/electronic) | 5                 |
| Svezia                         | 9                 |
| Svizzera                       | 1                 |

### Classifiche di fine anno
| Classifica (2011) | Posizione |
| ----------------- | --------- |
| Austria           | 9         |
| Canada            | 15        |
| Germania          | 36        |
| Stati Uniti       | 37        |
| Svizzera          | 18        |

## Date di pubblicazione
| Paese         | Data            | Formato           | Etichetta          |
| ------------- | --------------- | ----------------- | ------------------ |
| Australia     | 5 novembre 2010 | Download digitale | Interscope Records |
| Austria       | 5 novembre 2010 | Download digitale | Interscope Records |
| Francia       | 5 novembre 2010 | Download digitale | Interscope Records |
| Germania      | 5 novembre 2010 | Download digitale | Interscope Records |
| Giappone      | 5 novembre 2010 | Download digitale | Interscope Records |
| Irlanda       | 5 novembre 2010 | Download digitale | Interscope Records |
| Italia        | 5 novembre 2010 | Download digitale | Interscope Records |
| Norvegia      | 5 novembre 2010 | Download digitale | Interscope Records |
| Nuova Zelanda | 5 novembre 2010 | Download digitale | Interscope Records |
| Paesi Bassi   | 5 novembre 2010 | Download digitale | Interscope Records |
| Portogallo    | 5 novembre 2010 | Download digitale | Interscope Records |
| Regno Unito   | 5 novembre 2010 | Download digitale | Interscope Records |
| Spagna        | 5 novembre 2010 | Download digitale | Interscope Records |
| Svizzera      | 5 novembre 2010 | Download digitale | Interscope Records |
| Canada        | 9 novembre 2010 | Download digitale | Interscope Records |
| Messico       | 9 novembre 2010 | Download digitale | Interscope Records |
| Stati Uniti   | 9 novembre 2010 | Download digitale | Interscope Records |